# Antoni Anguela i Dotres
Antoni Anguela i Dotres (Barcelona, 1947-2010) va ser un promotor cultural català.
Llicenciat en Dret, va treballar en la promoció de la cultura catalana en general i la sardanista en particular des d'un ampli nombre de vessants.
En l'àmbit professional, va esdevenir responsable de cultura tradicional del Servei de Promoció Cultural de la Generalitat de Catalunya, participant activament del Pla de Dinamització Cultural, el Primer Congrés de Cultura Tradicional i Popular, Expocultura, etc. La seva experiència en el sector, va fer que fos promogut al càrrec de director del Centre de Promoció i Recerca de la Cultura Popular i Tradicional el 1984. Més tard, en constituir-se el CPCPTC (Centre de Promoció de la Cultura Popular i Tradicional Catalana) l'any 1990, fou designat cap del Servei de Patrimoni Etnològic.
Alhora, en el terreny personal, dedicava gran part del seu temps de lleure a participar, o inclús crear, un gran nombre d'iniciatives sempre relacionades amb la cultura popular i la sardana.
En aquest vessant, caldria destacar que l'Antoni era director de la revista SOM, president de l'Agrupació Cultural Folklòrica Barcelona, cap de l'Àrea de Comunicació de la Federació Sardanista de Catalunya, impulsor del Grup d'Informadors Sardanistes de Catalunya (GISC) i fundador del butlletí d'informació i agenda sardanista Infosardana.
En l'àmbit periodístic, va col·laborar en mitjans com Ràdio Nacional d'Espanya a Barcelona, COM Ràdio, Ràdio 4, Ràdio Peninsular, Ràdio Mataró, Diari de Barcelona, Tele/eXpres, etc. A la dècada dels setanta, a més, l'Antoni va ser un pioner de l'emissió d'espais sardanistes a televisió, com a guionista i presentador del programa Rotllana al Circuit Català de Televisió Espanyola.
La intensitat de la seva dedicació va fer que fos reconegut amb dues medalles al Mèrit Sardanista, atorgades els anys 1996 i 2010. Cal dir que aquest és un fet excepcional dins els Premis Sardana, ja que no acostumen a atorgar-se més d'un cop a la mateixa persona.